# 하카펠리타트

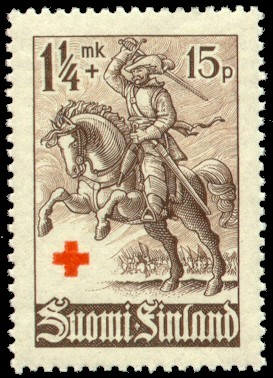
1940년 핀란드에서 발행된 하카펠리타트가 그려진 우표

하카펠리타트(핀란드어: hakkapeliitat, 스웨덴어: hakkapeliter 하카펠리테르[*])는 30년 전쟁 시기에 활약한 핀란드인들로 구성된 기병 부대로 스웨덴의 국왕 구스타브 2세 아돌프에 의해 운용되었다. 당시 스웨덴의 일부였던 핀란드는 영국 지배 하의 아일랜드처럼 의식주 해결을 위해 종주국에게 병력을 제공하였기 때문 당시 핀란드 인구의 군 복무 활동 비율은 스웨덴인들 보다 높았다. 핀란드인들은 러시아의 영향을 받아 준마를 다루는 뛰어난 승마 기술을 지녔으며 이러한 핀란드인으로 구성된 기병대는 승마 기술을 응용한 잔인한 전술로 적의 두려움을 샀다.

## 명칭
"하카펠리타트"는 핀란드가 1900년대에 독자적인 국가를 세웠을 때 자국어화한 명칭으로 하카펠(Hackapell), 하카펠리트(Hackapelit, Haccapelit), 하카펠리테(Hackapelite, Haccapelite), 하카펠리타(Hakkapeliitta)라는 표기도 있다. 이 명칭은 이 핀란드인 기병대가 전투에서 돌격을 할 때 "놈들의 목을 쳐라!(핀란드어: Hakkaa päälle!, 스웨덴어: Hacka på!)"라고 사기 고무 및 돌격 함성을 지른 것에서 유래하였다.

## 역사
최초의 스웨덴군 소속 핀란드인 기병대는 16세기에 폴란드-스웨덴 전쟁에서 운용되었으며 17세기 초 하카펠리타트는 야코브 데 라 가르디에의 지휘 하에 폴란드군과 러시아군과 교전하였다. 30년 전쟁 동안 스웨덴 왕국군의 야전원수(野戰元帥, Fältmarskalk) 구스타프 호른이 하카펠리타트의 지휘관을 역임하여 독일에서의 전투에서 스웨덴군을 승전으로 이끌었다.

## 전술
하카펠리타트는 훈련이 잘 되어있는 핀란드인으로 구성된 경기병대로 기습, 약탈, 수색에 능했으면 잔혹한 공격으로 악명을 떨쳤다. 하카펠리타트의 장점은 가벼운 무장을 장비한 덕분에 뛰어난 기동력을 보유하며 경기병이라고 생각할 수 없는 강력한 파괴성을 지닌 돌격을 들 수 있다. 이들은 철제 투구와 가죽 갑옷 혹은 강철제 흉갑을 착용했으며 주로 사브르(기병용 검)와 권총으로 무장하였다. 이들은 돌격할 때 전속력으로 달렸으며 이 때 처음에는 15보(步) 떨어진 곳과 그 직후 5보 떨어진 곳에서 권총 사격을 가해고 사격 후에는 사브르를 뽑아 적 진영으로 돌진하였다. 하카펠리타트에게는 그들이 타는 말도 적의 보병대를 무력화 및 유린할 수 있는 훌륭한 무기로 활용되었으며 이들이 탔던 말은 체구가 작고 체력이 강하고 오래 달릴 수 있었으며 현대 핀란드 종마의 선조들이다.

## 구성
30년 전쟁 당시 스웨덴 왕국군에는 총 3개의 하카펠리타트 연대(스웨덴어: Regemente, 핀란드어: Rykmentti)가 편성되었다.
- 뉠란드-타파스테후스 기병연대(스웨덴어: Nylands och Tavastehus läns kavalleriregemente)
- 오보-비에르네보리 기병연대(스웨덴어: Åbo och Björneborgs läns kavalleriregemente)
- 비보리-뉘슬로츠 기병연대(스웨덴어: Viborgs och Nyslotts läns kavalleriregemente)

하카펠리타트 지휘관 중 가장 유명한 인물은 토르스텐 스톨한스케로 그는 30년 전쟁 중 1629년 뉠란드-타파스테후스 기병연대의 대령으로 임명되었다.
하카펠리타트들이 속한 지역기병대(스웨덴어: Landskapsregementen)는 스웨덴군의 옛 대연대(스웨덴어: Storregementen)와 지역연대(스웨덴어: Landsregementen)에서 갈라져 나온 형태의 부대로 1610년대 구스타브 2세 아돌프에 의해 21개의 보병연대와 8개의 기병연대가 창설되고 이러한 부대 편성은 1634년 스웨덴 헌법으로 명시하였다.

## 활약한 전투
30년 전쟁 기간 동안 스웨덴군 소속 하카펠리타트 연대가 활약한 전투로는 다음과 같다.
- 브라이텐펠트 전투(1631년)
- 라인 전투(1632년)
- 뤼첸 전투(1632년)
- 뇌르틀링겐 전투(1634년)
- 라이프치히 전투(1642년, 제2차 브라이텐펠트 전투, 제1차 라이프치히 전투)
- 얀카우 전투(1645년)
- 렌스 전투(1648년)

1658년 겨울 스웨덴 국왕 카를 10세 구스타브가 지휘하는 군대에 복무한 200여 명의 하카펠리타트들은 얼어붙은 덴마크 해협을 건너 덴마크-노르웨이와 로스킬레 조약을 체결하게 하고 이 조약에 따라 스코넬란드 정복을 이끌었다. 중부 유럽에는 하카펠리타트를 포함한 핀란드에 관한 기록이 적어 하카펠리타트의 존재와 활약이 잘 알려지지 않았으나 하카펠리타트들은 17세기 스웨덴의 전성기를 이끌었고 독일, 보헤미아, 폴란드, 덴마크에서 큰 활약을 펼쳤으며 이들 중 일부는 에스토니아와 리보니아 같은 발트해 지역에도 주둔하였다. 하카펠리타트에 대해 연구했던 핀란드의 역사학자 아울리스 요한네스 알라넨(1906-1987)은 다음과 같은 기록을 남기기도 하였다.
우리(핀란드) 하카펠리타트들은 그 무엇도 대표하지 않는다. 나는 왕이 살아계시는 동안 구스타브 2세의 군 행렬에 대해 말하고자 한다.(첫 대열에는) 푸른색, 노란색, 초록색 등의 화려한 제복을 입은 용병대가 행진했다. 그 뒤로는 털이 수북한 말의 작은 등 뒤로는 여러 개의 다리가 걸쳐져 있었고, 평범한 복장을 하였으며, 고삐와 검, 자작나무 껍질로 엮은 밧줄을 지니고, 커틀러스를 땅에 질질 끄는 병사들이 행진했다. 병사들의 볼은 야위었으나, 그들의 눈에는 긍지가 서려있었다. 네덜란드 대사가 이들이 누구냐고 묻자, 화물을 담당하던 마지막 독일 병참감은 자랑스럽게 대답했다. '핀란드 왕실 근위대, 페르켈레라오!'— 아울리스 요한네스 알레넨

## 기타
- 핀란드군 행진곡인 <하카펠리타트의 행진>은 하카펠리타트에서 유래된 것이다.
- '하카펠리타트'는 핀란드의 타이어 전문 회사인 노키아 타이어가 1946년에 출시한 겨울용 차량 타이어의 이름이다.
- '하카펠리타트'는 핀란드 의용 조직인 "조국방위대(핀란드어: Suojeluskunnat)"에서 1926년~1944년까지 발행한 주간지 이름이다.
- 하카펠리타트들의 함성 구호인 "놈들의 목을 쳐라!(핀란드어: Hakkaa päälle! 하카 팰레[*])"는, 현재 핀란드 축구팬들의 구호로 사용되고 있다. 핀란드어 어구 "놈들의 목을 쳐라!"을 다른 언어로 번역하는 것은 문화적 차이에 의한 어려움이 따른다. 이 구호는 상대의 공격에도 절대로 굴복하지 말 것이라는 의미가 담겨있다.
- 에릭 플린트의 소설 <1632>에 하카펠리타트들이 함성을 지르며 돌격하는 모습이 묘사되어 있다.
- 핀란드의 포크 메탈 밴드 투리사스의 2004년 앨범 <배틀 메탈>의 수록곡인 "Rex Regi Rebellis"는 스웨덴어 시를 바탕으로 창작 되었는데, 노래 도중에 '하카 팰레!'라는 함성이 나온다.
- 핀란드의 얼터너티브 록/메탈 밴드인 티어스 오브 마그달레나의 2008년 앨범 <미스 앤드 레전즈>의 수록곡인 "Cut em´Down"은 하카펠리타트 기병대원의 전설적인 영웅담을 노래한 곡이다.

## 같이 보기
- 30년 전쟁
- 뇌르틀링겐 전투